# Ro-36
Ro-36 — підводний човен Імперського флоту Японії, який брав участь у Другій світовій війні.
Корабель, який спорудили на корабельні компанії Mitsubishi в Кобе, належав до типу Kaichū VII (також знаний як клас Ro-35).
По завершенні тренувань Ro-36 полишив 5 вересня 1943-го Майдзуру та після переходу прибув на атол Трук у центральній частині Каролінських островів (ще до війни тут створили потужну базу японського ВМФ, з якої до лютого 1944-го провадились операції в цілому ряді архіпелагів).
24 вересня 1943-го Ro-36 вирушив у перший бойовий похід до архіпелагу Нові Гебриди. Тут він невдало атакував транспортне судно, а потім був вимушений передчасно повернутись на Трук 21 жовтня через масове харчове отруєння екіпажу.
З 8 грудня 1943 по 8 січня 1944 човен здійснив ще один безрезультатний похід до Нових Гебридів.
17—19 лютого 1944-го Ro-36 виходив у море для пошуків ворожого авіаносного з'єднання, що завдало нищівного удару по Труку, втім, і цього разу досягнути якихось успіхів не вдалось.
З 24 лютого по 28 березня 1944-го Ro-36 здійснив похід до Маршаллових островів, які наприкінці січня взяли під контроль союзники (хоча при цьому гарнізони кількох атолів просто залишили у блокаді). При цьому човен рекогносцирував атол Кваджелейн (колись головна японська база в архіпелазі) та зняв спостерігачів з атола Пінгелап.
15—26 квітня 1944-го Ro-36 пройшов з Труку до Майдзуру для ремонту.
4 червня 1944-го човен вирушив з Майдзуру на острів Сайпан (Маріанські острови), маючи завдання рушити далі для доставки припасів до Веваку (головна японська база на північному узбережжі Нової Гвінеї, що з квітня перебувала у блокаді) та бойового патрулювання у новогвінейських водах. 11 червня Ro-36 полишив Сайпан, але невдовзі дістав наказ повертатись, оскільки були виявлені ворожі приготування до атаки на Маріанські острови (японське командування розглядало їх як складову частину головного захисного периметра імперії). Вночі 13 червня в районі дещо більш ніж за сотню кілометрів на схід від Сайпану есмінець «Мелвін» виявив радаром субмарину, що перебувала в надводному положенні, наблизився та потопив її вогнем артилерії і глибинними бомбами. Ймовірно, саме цей бій став останнім для Ro-36, який загинув разом з усіма 77 членами екіпажу.